# Ложемент (фортификация)
Ложемент — устаревший и вышедший из употребления фортификационный термин XIX века, который обозначал неглубокие стрелковые окопы, предназначенные для ведения огня лёжа и с колена. В течение некоторого времени термин ложемент применялся также для обозначения окопов под отдельно стоящие артиллерийские орудия, которые поначалу назывались орудийными ложементами, а несколько позднее — артиллерийскими. Кроме этого имел хождение термин минный ложемент, то есть котлован, откуда минным спуском велась минная галерея.
К середине XX века все эти термины постепенно были выведены из употребления.